# Ogród Japoński we Wrocławiu

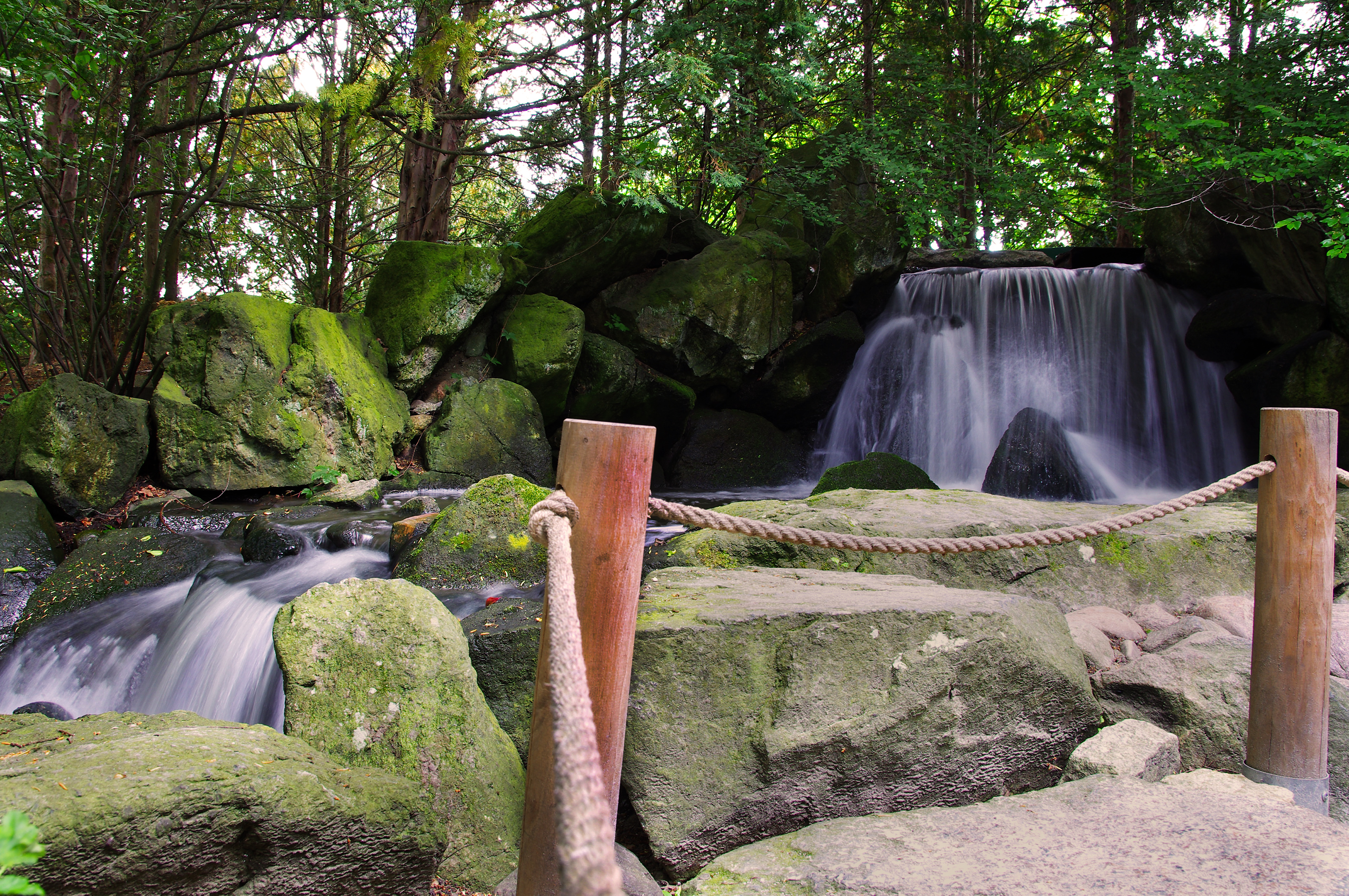
Kaskada wodna

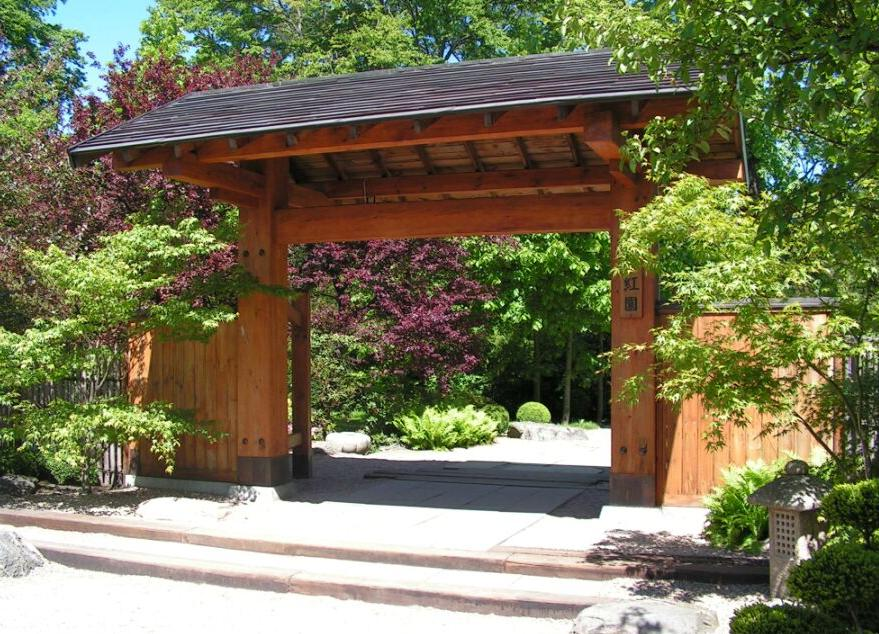
Brama główna Sukiya-mon

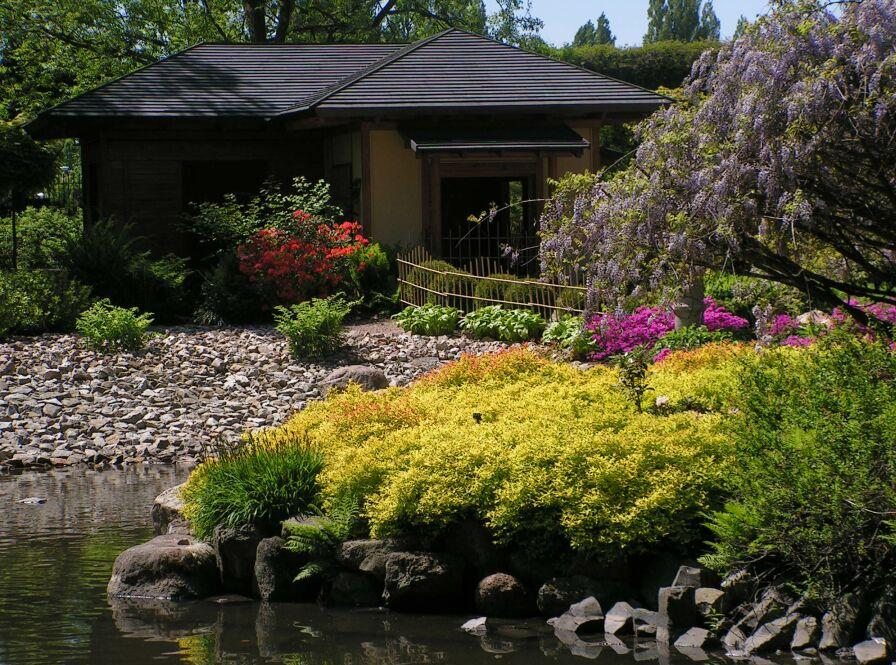
Pawilon herbaciany Azumaya

Ogród Japoński we Wrocławiu – ogród japoński znajdujący się w Parku Szczytnickim we Wrocławiu. Stanowi połączenie kilku typów ogrodów japońskich: publicznego, wodnego, związanego z ceremonią picia herbaty oraz kamienistej plaży. Z założenia ma służyć celom kontemplacyjnym oraz spacerowym.
Kompozycję ogrodu wyznacza przejście od bramy głównej (Sukiya-mon) przez most prosty na stawie (Yumedono Bashi), rozwidlające się dalej na dwie ścieżki. Jedna ścieżka prowadzi brzegiem stawu od łagodnej żeńskiej kaskady (Onna-daki) do gwałtownej kaskady męskiej (Otoko-daki), a następnie do pawilonu poczekalni (Machiai). Druga ścieżka przez łukowy most (Taiko Bashi) do pawilonu herbacianego (Azumaya). Ostatnim elementem drogi spacerowej jest boczna brama (Fuku-mon).
W stawie ogrodu Japońskiego znajdują się także karpie Koi (Nishiki-goi), które symbolizują długowieczność, szczęście i odwagę.

## Historia
Ogród powstał z inicjatywy dyplomaty i orientalisty, hrabiego Fritza von Hochberga z Iłowej. Jego projektantem był japoński ogrodnik Mankichi Arai. Prace wykonawcze nadzorował Joseph Anlauf, wieloletni zarządca ogrodów rodziny Hochbergów, który realizował także chińskie i japońskie ogrody w Iłowej oraz w palmiarni w Lubiechowie. Ogród powstawał w latach 1909–1913 wokół dawnego stawu Ludwiga Theodora Moritza-Eichborna, w obrębie obecnego Parku Szczytnickiego. Był jedynym egzotycznym ogrodem prezentowanym na Wystawie Ogrodniczej, stanowiącej część Wystawy Stulecia z 1913 roku. Zgromadzone w ogrodzie kamienne dekoracje (m.in. misy do rytualnego obmywania rąk oraz latarnie) powstały w XVIII i XIX wieku i pochodzą ze zlikwidowanych dawnych ogrodów japońskich. Po zakończeniu wystawy ogród pozostawiono w nowym kształcie, zabrano jednak wypożyczone oryginalne elementy kamienne, w dużej mierze decydujące o japońskim charakterze ogrodu.
W 1995 r. prof. Ikuya Nishikawa opracował projekt renowacji ogrodu. Następnie w latach 1996–1997, przy współpracy Ambasady Japonii oraz ogrodników z Wrocławia i Nagoi, przeprowadzono prace przywracające ogrodowi japoński charakter. Pracami kierował Yoshiki Takamura. Linia brzegowa stawu w ogrodzie została wówczas zmieniona na kształt słowa „przyjaźń” pisanego w języku japońskim. Podczas uroczystego otwarcia w maju 1997 r. ogród został nazwany „biało-czerwonym” (Haku Koen), co miało nawiązywać do kolorów polskiej i japońskiej flagi oraz współpracy dwóch państw przy renowacji ogrodu. W lipcu 1997 r. (dwa miesiące po otwarciu), podczas powodzi stulecia ogród przez trzy tygodnie znajdował się pod wodą. Zniszczenia były na tyle duże (przepadło około 70% nowo nasadzonych roślin), że konieczna stała się kolejna jego rekonstrukcja. Ponowne otwarcie nastąpiło w październiku 1999 r.

## Rośliny
W ogrodzie rośnie około 200 różnych gatunków (lub odmian) drzew oraz krzewów, w tym prawie 100 pochodzących z Dalekiego Wschodu (z czego 38 z samej Japonii). Niektóre z nich pochodzą jeszcze z nasadzeń wykonanych w latach 1909–1913. Najstarszymi drzewami w ogrodzie są 200-letnie dęby szypułkowe (Quercus robur). Razem z nimi najwyższe piętro roślinności tworzą kasztanowce pospolite (Aesculus hippocastanum) oraz pojedyncze okazy jesiona wyniosłego (Fraxinus excelsior), platana klonolistnego (Platanus acerifolia), metasekwoi chińskiej (Metasequoia glyptostroboides) oraz sosny koreańskiej (Pinus koraiensis). Dwa ostatnie gatunki pochodzą z nasadzeń wykonywanych w latach 60. i 70. XX wieku.
W niższej warstwie rosną liczne cisy pospolite (Taxus baccata), niektóre ponad stuletnie. Do najstarszych okazów orientalnych zaliczają się: klon grabolistny (Acer carpinifolium), miłorząb dwuklapowy (Ginkgo biloba), modrzewnik chiński (Pseudolarix amabilis) oraz perełkowiec japoński (Styphnolobium japonicum). Najliczniejszą grupę roślin w ogrodzie (reprezentowaną przez około 40 gatunków i odmian) stanowią różaneczniki (Rhododendron). W okresie ich kwitnienia (maj i czerwiec) są one również najbardziej barwną grupą roślin w całym ogrodzie. Wśród nich można wymienić m.in. różaneczniki katawbijskie (R. catawbiense) oraz różaneczniki żółte (R. luteum). Oprócz nich środkowe piętro roślinności porastają także styrak japoński (Styrax japonicus), pieris japoński (Pieris japonica), strzępolistne odmiany (‘Inaba Shidare’ i ‘Dissectum’) klonów palmowych (Acer palmatum) oraz formy Niwaki takich gatunków jak: cyprysik tępołuskowy (Chamaecyparis obtusa), ostrokrzew karbowanolistny (Ilex crenata ‘Convexa’), sosna drobnokwiatowa (P. parviflora) i sosna czarna (P. nigra).
Drzewa i krzewy w ogrodzie poddawane są różnym zabiegom formującym. Część z nich, w tym bukszpan (Buxus), berberys (Berberis) i tawuła (Spiraea), kształtowane są w niskie „falujące żywopłoty” (Karikomi).
Na najniższą warstwę roślinności składa się 46 gatunków bylin, w tym m.in.: długosz królewski (Osmunda regalis), funkia biała (Hosta plantaginea), konwalia majowa (Convallaria majalis), kosaciec japoński (Iris ensata var. ensata), pióropusznik strusi (Matteuccia struthiopteris) i tatarak zwyczajny (Acorus calamus). W stawie rośnie natomiast grążel żółty (Nuphar lutea) oraz grzybień biały (Nymphaea alba).